# Eugen Coşeriu
Eugeniu Coșeriu (ou Eugenio Coseriu, nascido em 27 de julho de 1921, comuna de Mihăileni, condado entre guerras de Bălți, Romênia, hoje na República da Moldávia - falecido em 7 de setembro de 2002 , Tübingen , Alemanha ) foi um linguista romeno no exílio, membro de honra da Academia Romena (desde 1991). Ele é o fundador da primeira escola de idiomas da América do Sul e da Tübingen Language School. Considerado  pai do que hoje é chamado de linguística integral, é um dos linguistas mais importantes do século XX.  Em 1970 ele cunhou os termos diatópico, diastrático e diafásico para descrever a variação linguística. 

## Estudos
Ele se formou na escola secundária "Ion Creangă" em Bălți, na Romênia, depois continuou seus estudos em filologia na universidade de Iași; ele também estudou filosofia na Universidade de Milão. Entre 1950 e 1963 lecionou na Universidade da República de Montevidéu, no Uruguai, entre 1961 e 1963 foi professor visitante na Universidade de Bonn, Alemanha. De 1963 até o final de sua vida foi professor na Universidade de Tübingen. Várias gerações de discípulos criaram a Escola de Lingüística de Tübingen. Ele foi Doutor Honorário (doutor honoris causa) de quase 50 universidades ao redor do mundo.  
Após seus estudos na Universidade de Iaşi , ele foi para a Itália em 1940 com uma bolsa do Instituto Italiano de Cultura e continuou a estudar na Universidade Sapienza de Roma, onde obteve seu doutorado em 1944 sob a direção de Giovanni Maver, com uma dissertação sobre a influência do "Chanson de geste" (canção de gestos) sobre a poesia folclórica dos povos eslavos do sul. Em 1944-1945 esteve na Universidade de Pádua, depois de 1945 a 1949 na Universidade de Milão , onde obteve um doutorado em filosofia, sob a supervisão de Antonio Banfi.   
Coseriu foi ativo na Universidade da República no Uruguai como Professor de Linguística Geral e Indo-Europeia de 1950 a 1958. Ele então ocupou cargos de visitante na Universidade de Málaga e na Universidade de Navarra e um cargo de professor na Universidade de Coimbra. De 1961 a 1963 foi professor convidado na Universidade de Bonn e na Universidade de Frankfurt, após o que se mudou definitivamente para a Universidade de Tübingen, onde ocupou o cargo de Professor de Lingüística Românica até sua aposentadoria em 1991. Ele foi eleito membro honorário da Academia Romena em 1991.   
Em 1951 estabeleceu-se em Montevidéu como professor de linguística na Universidade da República até 1958. Ali demonstrou grande atividade intelectual e deixou uma marca profunda. Em agradecimento ao Uruguai, país que lhe permitiu recuperar a cidadania, condição que havia perdido ao deixar a Romênia comunista, ele manteria o passaporte emitido pelas autoridades uruguaias até o fim de seus dias. Nesse período, publicou algumas de suas obras mais importantes em espanhol, como Sincronia, Diacronia e História (1958), um dos clássicos da linguística contemporânea, e Teoria da Linguagem e Linguística Geral.(1962), um conjunto de artigos entre os quais «Sistema, norma e discurso» se destaca pelas nuances que introduz à dicotomia saussuriana língua-fala e «Determinação e ambiente», onde está em germe a sua linguística textual (1956). 
Em 1963 obteve a cadeira de linguística românica na Universidade de Tübingen, onde foi nomeado professor emérito em 1991. Em 1981, coincidindo com seu sexagésimo aniversário, foram publicados os cinco volumes de homenagem intitulados Logos semantikos: linguistic studia in honorem Eugenio Coseriu: 1921-1981, coordenado por Horst Geckeler e outros linguistas de destaque e publicado pela Editorial Gredos em Madrid, uma editora que desempenhou um papel fundamental na divulgação da obra de Coseriu em espanhol. 
Além de cerca de 40 doutorados honorários em universidades de todo o mundo, em 2001 recebeu a Grã-Cruz de Alfonso X el Sabio. Ele também foi presidente entre 1980 e 1983 da Sociedade de Linguística Românica. É Membro honorário da Academia Romena.  O Arquivo Eugenio Coseriu  , localizado na Universidade de Tübingen, abriga suas cartas, livros e documentos originais (muitos inéditos) e atualmente é administrado pelo professor de Romanística da Universidade de Tübingen Johannes Kabatek, seu discípulo, e Óscar Loureda, professora da Universidade de Heidelberg. 
Por ocasião do centenário de seu nascimento (julho de 2021), foram realizados alguns congressos e publicados alguns esboços que valorizam a riqueza e a permanência de sua contribuição à linguística e à teoria e filosofia da linguagem. 

## Atividade científica
Doutor em Filologia e Filosofia, autor de mais de 50 volumes e milhares de páginas de exegese, de novas teorias sobre os princípios fundamentais da filologia, contribui para o enriquecimento da metodologia das disciplinas linguísticas.   
O trabalho científico de Eugen Coșeriu não possuía muitas edições em romeno, a maioria dos trabalhos do cientista apareceu em italiano, espanhol, alemão, francês e outros idiomas. A tradução romena de Lições de Linguística Geral foi um evento importantíssimo na vida acadêmica de Chisinau e Bucareste. A obra é uma referência no campo, sua aparência marca, na opinião do discípulo de Coseriu, o linguista Mircea Borcilă,"Um momento importante no processo histórico de recuperação do pensamento científico do grande cientista e emancipação da teoria linguística romena", dado que "no contexto de inúmeros livros do mesmo tipo publicados em várias línguas no último meio século, Estas Lições de linguística geral distinguem-se, de forma particularmente marcante, pela altitude epistemológica e vastidão do horizonte investigativo, pelo rigor sem paralelo com que são avaliadas as grandes doutrinas da linguística contemporânea e, por último, mas não menos importante, pela clareza e clareza com que os contornos da abordagem sobre o fenômeno linguístico”.  No entanto, obviamente, a concepção coseriana deve ser estudada como um todo, como um sistema. Foi isso que os discípulos do grande filólogo se propuseram a fazer.   
Eugen Coseriu manteve laços estreitos com a comunidade científica romena e com sua terra natal, muitas vezes retornando tanto para sua aldeia natal quanto para Bucareste, Cluj , Chisinau . Como cientista, ele não hesitou em apoiar firmemente suas crenças, mesmo quando elas contradiziam um regime ou outro. Referindo-se às práticas de "purificação linguística" utilizadas pelas autoridades de Chisinau, promovendo a ideia da existência de uma língua moldava, durante a conferência científica "A unidade da língua romena - com especial referência à Bessarábia e à Bucovina",  Eugen Coseriu reiterou a opinião, que sempre apoiou, de que “promover de qualquer forma uma língua moldava, diferente da língua romena é, do ponto de vista de vista estritamente linguística, ou um erro ingênuo, ou uma fraude científica. Do ponto de vista histórico e prático, é um absurdo, uma utopia e, do ponto de vista político, é uma anulação da identidade étnica e cultural de um povo e, portanto, um ato de genocídio etnocultural”.   
Na comunicação realizada no V Congresso de Filólogos Romenos (Iaşi-Chişinău, 6 a 9 de junho de 1994) Eugen Coseriu dá uma visão geral da tipologia das línguas românicas, com foco no lugar da língua romena entre as línguas românicas e o estado atual do dialeto daco-romeno. A comunicação contém ainda uma argumentação rigorosa (em termos de genealogia , tipologia e área ) da tese sobre a unidade do dialecto daco-romeno.   
O linguista insiste na fraude científica cometida pelos proponentes de teorias que negam sua unidade. A questão que interessa a Coseriu em particular é a manutenção desta unidade, aspecto que aborda noutra comunicação, apresentada na Sessão Científica."A língua romena e suas variedades locais" ( Bucareste , 31 de outubro de 1994 ). Uma das conclusões é que: “língua da cultura e língua do estado é a língua romena para toda a área Carpatho-Danubian-Dniester, uma verdade que não pode prejudicar a independência da República da Moldávia como um estado, assim como não mina a independência da Austrália, Canadá ou Estados Unidos reconhece o reconhecimento do inglês como a língua oficial do estado desses países", porque, lembra Coseriu a seus oponentes, "as fronteiras políticas não coincidiam e não podem coincidir com as linguísticas".   
De acordo com Mircea Borcilă (Universidade de Cluj), Eugen Coseriu foi "o mais brilhante expoente da cultura romena no plano universal das ciências humanas". 
Eugen Coseriu utilizou várias línguas na sua atividade docente e de investigação, alterando facilmente a língua em que ensinava. Quanto à sua língua materna, a ordem é a seguinte: "romeno e italiano, depois espanhol e alemão (...). Mas também depende das circunstâncias e do tipo de textos: escrevo letras em romeno, escrevi prosa em italiano, e meus estudos de linguística foram desenvolvidos em espanhol, francês e alemão”. 
"Tornou-se um axioma dizer que a linguística do nosso milênio se desenvolverá sob o signo do gênio de Kosher, mas ao mesmo tempo pode se tornar um axioma descobrir que um milênio pode ser insuficiente para a recepção e uso completo do trabalho de Kosher avaliação completa de seu impacto benéfico na ciência da linguagem O próprio Mestre, que lançou as bases e projetou o status “final” da linguística integral, estava mais do que convencido de que a fundação da ciência da linguagem (...) e o futuro "A necessidade de Coseriu" (Lucia Cifor) é e será não apenas uma circunstância salvadora para os linguistas, mas também um guia que indicará no futuro a direção das investigações científicas e não apenas no campo da linguística.A passagem do tempo enfatizará a oportunidade de capitalizar toda a herança kosheriana, com textos pouco conhecidos ou inéditos matizando o valor inestimável da doutrina kosheriana”. 

## Linguística Geral
Coseriu define a linguagem como uma atividade humana universal, uma vez que é realizada individualmente, segundo técnicas historicamente determinadas (línguas). Estabelece, ao mesmo tempo, três níveis de linguagem, autônomos até certo ponto, e três outros pontos de vista dela. Esses níveis são o universal , o histórico e o individual . Os pontos de vista, por outro lado, referem-se à linguagem como conhecimento , atividade e como produto. Coseriu descreve os níveis de funcionalidade ou conteúdo linguístico em cada um dos níveis e define três ramos da gramática, também correspondentes a um determinado nível. 
Coseriu revisou a dicotomia língua-fala saussuriana, acrescentando a norma ao eixo: Fala/Norma/Linguagem. 
- Fala: uma pessoa que diz que comprei uma motocicleta , essa comunicação naturalmente pertence à fala, pois ela a disse, mas também pertence à norma, pois é a maneira usual de dizer.

- Norma: se um falante diz que comprei uma moto , será um fato de fala, mas a forma a moto permanecerá fora da norma linguística, pois não é uma realização comum ou "normal".

- Sistema: O sistema inclui apenas as características essenciais, as funcionais, as leis abstratas que regem as relações de suas unidades e que originam o funcionamento desse sistema. De acordo com o exemplo do jogo de xadrez que Saussure fornece, as leis que regem o jogo pertencem ao sistema e cada jogada corresponde a um fato atualizado dessas leis do sistema. [15]

Faz parte dos estudos de Saussure, mas expressa a necessidade de que linguagem e fala não sejam tão separadas. A fala não é tão individual e existe um passo intermediário entre a fala e a linguagem: a norma. 
A norma implica os usos habituais repetidos em um determinado grupo. Ou seja, tomamos características linguísticas características do nosso ambiente. A norma é classificada em três tipos e se manifestam na pronúncia, no léxico, na morfossintática, revelando-se na situação comum em que nos encontramos: 
- Norma diatópica : Critério de natureza espacial, os usos linguísticos normais e habituais em um determinado grupo geográfico. Está relacionado com a dialetologia (por exemplo no Chile diz-se «teste» e na Argentina «probá») e a nível lexical (no sul do Chile diz-se «pão francês» e no norte diz-se «marraqueta »). Eles são comumente chamados de dialetos. Estas são as variedades de uma língua que estão localizadas em diferentes áreas geográficas. Por exemplo, o espanhol de Porto Rico. [15]
- Norma diastrática : Critério de natureza social, usos linguísticos normais e habituais em um conjunto de traços sociais em comum, como idade, nível econômico, sexo, etc. Está relacionado com a sociolinguística . (A cerveja se chamava pilsen e agora chela). Às vezes são chamados de jargões ou socioletos e são diferentes variedades de uma língua que se localizam em discursos típicos de diferentes esferas sociais, dentro de uma mesma comunidade linguística. Por exemplo, o discurso dos soldados. [15]
- Norma diafásica : Critério de natureza contextual, usos linguísticos normais e habituais utilizados por falantes em determinadas situações comunicativas. Está relacionado com a pragmática . (Tem a ver com classes sociais, formas de pronunciar ou dizer palavras, de expressões idiomáticas). Eles às vezes são chamados de registros e são várias variedades linguísticas que são usadas em várias situações sociais. Por exemplo, fala culta versus fala coloquial. [15]

## Trabalho linguístico
- O chamado latim vulgar e as primeiras diferenciações românicas: uma breve introdução à linguística românica. Montevidéu: Universidade da República , 1954 .
- Teoria da linguagem e linguística geral , Madrid, 1973 .
- Sincronía, diacronía e historia, Madrid, 1973 (traduzido para o romeno: Sincronie, diacronie și istorie , Bucareste, 1997 ).
- Principios de semántica estructural, Madrid, 1978.
- O homem e sua linguagem , Madrid, 1977 .
- Tradição e novidade na ciência da linguagem, Madrid, 1977 .
- Gramática e Semântica Universal, Madrid, 1978 .
- Competência Linguística e Critérios de Correção , ed. por Alfredo Matus și José Luis Samaniego, Sevilha: Universidade de Sevilha , 2019 .
- Eugenio Coseriu şi Uwe Petersen (org.). Teoria da linguagem e linguística geral: 5 estudos. Munique: Fink, 1975 .
- O sistema verbal romeno. Editado e editado por Hansbert Bertsch (= Contribuições de Tübingen para a linguística. Volume 66). Tübingen: Gunter Narr, 1976 .
- Para uma semântica diacrônica estrutural. Darmstadt: WTB, 1978 .
- Tendências em semântica estrutural , scris cu Horst Geckeler. (Contribuições de Tübingen para a Linguística, 158). Tübingen: Gunter Narr, 1981 .
- Competência linguística: fundamentos da teoria da fala. Francke: UTB, 1988 .
- Introdução à linguística, Echinox Publishing House, Cluj, 1999, traduzido por Elena Ardeleanu e Eugenia Bojoga, prefácio de Mircea Borcilă.
- Lições de linguística geral , Chisinau, ARC Publishing House, 2000 .
- Linguagem e política , em "Journal of Linguistics and Literary Science", n. 5, 1996, Instituto de Linguística e Instituto de História e Teoria Literária da Academia de Ciências da Moldávia, 1996.
- Latinidade Oriental, na coleção A língua romena é minha pátria. Estudos. Comunicações. Documents, Chisinau, 1996 , pp. 15-31.
- A unidade da língua romena - planos e critérios, ibidem , pp. 205-121. [3] [4] [5]